# Audrys Bačkis
Audrys Juozas Bačkis (nascut l'1 de febrer de 1937) és un cardenal lituà de l'Església Catòlica. Actualment és l'arquebisbe emèrit de Vílnius, i va ser elevat al Col·legi Cardenalici el 2001.

## Biografia
Bačkis va néixer a Kaunas, fill de Stasys Antanas Bačkis, un diplomàtic lituà. El 1938 el pare de Bačkis va ser destinat a París, on la família es quedà després de l'ocupació soviètica al juny de 1940. Completà la seva educació secundària a l'institut Saint-Marie-de-Monceau, i estudià filosofia al seminari de Saint-Sulpice a Issy-les-Moulineaux.
Bačkis va anar a Roma per estudiar a la Pontifícia Universitat Gregoriana, a l'Acadèmia Pontifícia Eclesiàstica i a la Universitat Pontifícia Lateranense, on va obtenir el seu Doctorat en Dret Canònic. Bačkis va ser ordenat al presbiterat per Luigi Traglia el 18 de març de 1961 a Roma. A continuació realitzà treball pastoral entre els lituans americans als Estats Units, i finalitzà els seus estudis a Roma el 1964.

### Servei diplomàtic
El 1964 ingressà al servei diplomàtic de la Santa Seu, servint com a secretari de la Nunciaria apostòlica a les Filipines (1964-1965), a Costa Rica (1965–1967), a Turquia (1967–1970) i a Nigèria (1970–1973). Bačkis va ser promogut al rang de capellà privat de Sa Santedat el 26 de juny de 1965, i va ser reclamat pel Consell d'Afers Públics de l'Església a la Secretaria d'Estat el 1973. Va ser el delegat del Vaticà a la Conferència de les Nacions Unides celebrada a Viena el 1975, i esdevingué Vicesecretari del Consell d'Afers Públics de l'Església el 1979.
El 5 d'agost de 1988 Bačkis va ser nomenat Pro-Nunci als Països Baixos i bisbe titular de Meta pel Papa Joan Pau II. Va rebre la consagració episcopal el 4 d'octubre següent de mans del mateix Papa Joan Pau, amb el cardenal Achille Silvestrini i el bisbe Juozas Preikšas servint com a co-consagradors a la basílica de Sant Pere. Bačkis va ser nomenat arquebisbe de Vílnius el 24 de desembre de 1991.
Joan Pau II el creà cardenal al consistori celebrat el 21 de febrer de 2001, rebent el títol de cardenal prevere de Natività di Nostro Signore Gesù Cristo a Via Gallia. Bačkis va ser un dels cardenals electors que van participar en el conclave de 2005 que escollí el Papa Benet XVI, així com al celebrat el 2013 que escollí el Papa Francesc. Bačkis podrà participar en qualsevol conclave futur que comenci abans del seu 80è aniversari, el 2017.
Ha presidit la Conferència Episcopal Lituana en dues ocasions (1993–1999, 2002–2005); i n'ha estat vicepresident (1999–2002 i des de 2005). A més del seu lituà nadiu, el cardenal parla anglès, francès, alemany, italià, polonès i té una comprensió limitada de l'holandès.

### Retir
En assolir l'edat límit de 75 anys, en què els bisbes catòlics han de presentar la seva carta de renúncia al Papa, la renúncia del cardenal Bačkis va ser acceptada pel Papa Francesc el divendres 5 d'abril de 2013. El Papa Francesc, en un dels seus primers grans nomenaments episcopals, nomenà el bisbe Gintaras Grusas, que fins llavors havia servir com a ordinariat militar de Lituània, com a successor del cardenal Arquebisbe de Vílnius, significant que quan el cardenal Bačkis arribés als 80 anys i quedés impossibilitat per participar en qualsevol futur conclave papal, l'arquebisbe Grusas també seria nomenat cardenal en un consistori futur. El nou arquebisbe, nadiu de Washington DC, és actualment el Secretari de la Conferència Episcopal Lituana i antic tècnic consultor en marketing d'IBM.
El Papa Francesc nomenà el cardenal Bačkis com el seu Enviat Especial a les celebracions commemoratives del 1.025è aniversari del Baptisme (Conversió) dels Kievan Rus, que se celebrà a Kíev, Ucraïna, el 17 i 18 d'agost de 2013.

## Honors
Gran Creu de l'orde de Vytautas el Gran (3 de febrer de 2003)
 Gran Creu de l'orde del Gran Duc Gediminas (11 de febrer de 2000)
 Gran Oficial de l'orde al Mèrit de la República Italiana (4 d'octubre de 1985)
 Comanador del Reial orde noruec al Mèrit (1997)
 Gran oficial de l'orde del Crist (Portugal) (9 de setembre de 1981)